# Requiem
Das Requiem (Mehrzahl die Requiems, österreichisch auch die Requien), liturgisch Missa pro defunctis („Messe für die Verstorbenen“), auch Sterbeamt oder Seelenamt, ist in der römisch-katholischen und in der Ostkirche die heilige Messe im Gedenken an Verstorbene. Oft geht ein Seelenamt auch auf ein Messstipendium zurück. Aufgrund von Stiftungen jährlich zu haltende Seelenmessen (auch Seelmessen, Jahrzeiten) werden in Jahrzeitbüchern verzeichnet. 
Die liturgische Form der Totenmesse ist das Requiem. Der Begriff bezeichnet sowohl die Liturgie der heiligen Messe bei der Begräbnisfeier der katholischen Kirche als auch kirchenmusikalische Kompositionen für das Totengedenken. Er leitet sich vom Incipit des Introitus Requiem aeternam dona eis, Domine („Ewige Ruhe schenke ihnen, o Herr“) ab. Das Proprium der Liturgie des Requiems entspricht dem des Allerseelentages. Es kann als Votivmesse auch bei Totenmessen anlässlich von Jahres- oder Gedenktagen für Verstorbene genommen werden, wenn kein Fest oder Gedenktag liturgischen Vorrang hat.
Das von einem Bischof oder infulierten Abt gefeierte Requiem wird Pontifikalrequiem genannt. Das Requiem kann in unmittelbarer zeitlicher Verbindung mit der Beisetzung gefeiert werden, aber auch unabhängig davon zu einer anderen Tageszeit. Dazu sind, je nach den örtlichen Verhältnissen, mehrere Formen der Begräbnisfeier möglich. Wenn der Sarg zum Requiem in die Kirche gebracht werden kann, steht er an geeigneter Stelle im Altarraum.

## Das Requiem in der katholischen Liturgie

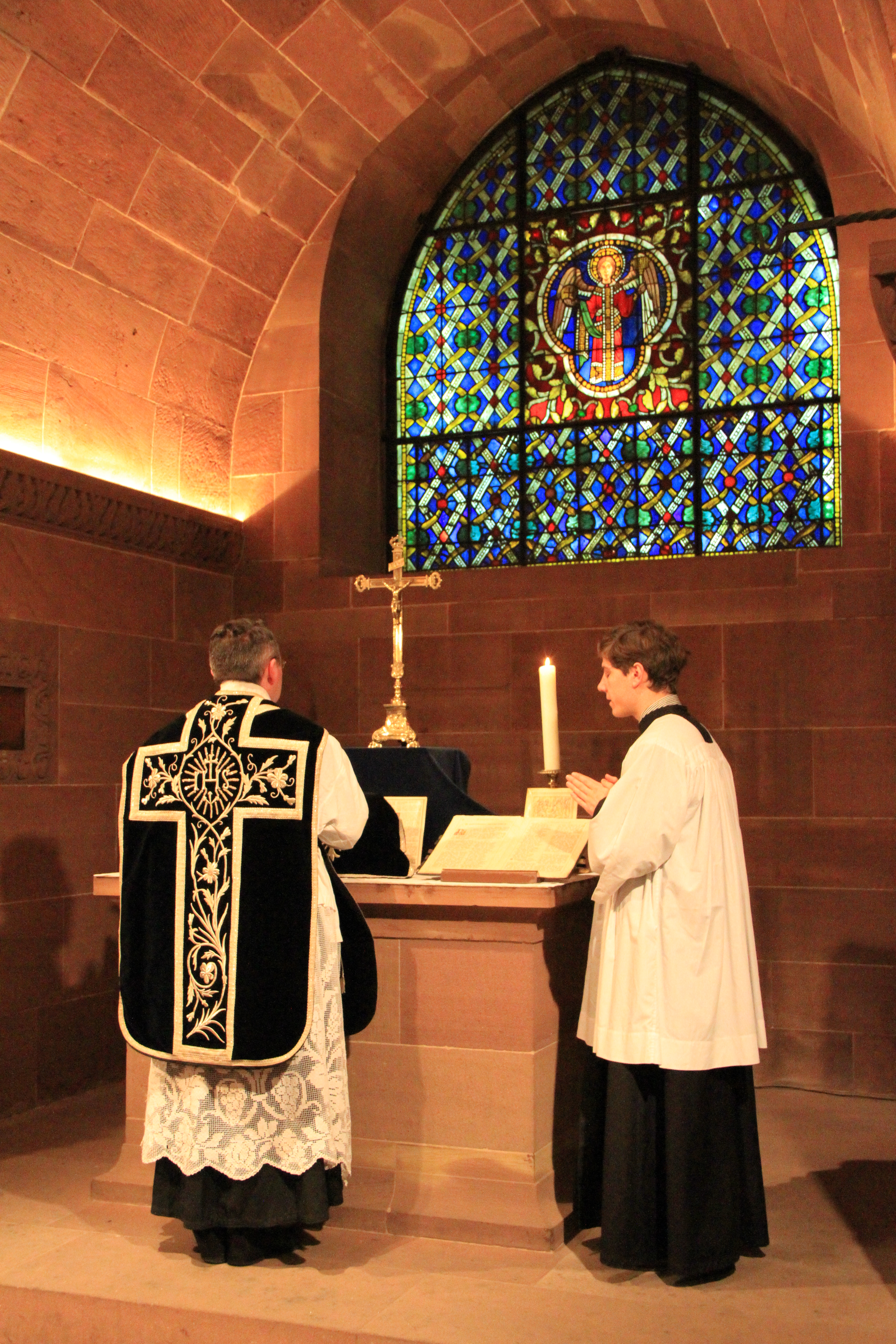
Requiem in der Krypta des Straßburger Münsters

### Vorgeschichte
Bereits Ende des zweiten Jahrhunderts sind in den Johannesakten eucharistische Begräbnisfeiern belegt. Tertullian erwähnt Anfang des dritten Jahrhunderts mit den oblationes pro defunctis (zu Deutsch: Entrichtungen für Verstorbene) in seinem Werk De corona militis (Vom Kranze des Soldaten) das Totengedenken am Jahrestag. Im späten vierten Jahrhundert wird das liturgische Totengedenken in den Apostolischen Konstitutionen (8. Buch, Kapitel 12) erwähnt. Ende des fünften Jahrhunderts taucht das Totengedenken auch als Litanei in der Deprecatio Gelasii von Papst Gelasius auf. In der Sammlung liturgischer Gebete Sacramentarium Leonianum aus dem siebenten Jahrhundert finden sich fünf Formulare von Messgebeten super defunctos (zu Deutsch: über Verstorbene) und eine Sonderform des Hanc ígitur oblationem (Nimm gnädig an diese Gaben) im Messkanon. Das Missale der Abtei Bobbio aus dem frühen zehnten Jahrhundert kennt die Totensorge ebenfalls.

### Proprium
Die diversen lokalen Varianten des Totengedenkens wurden durch das Proprium im Gefolge des Konzils von Trient (1545) vereinheitlicht und 1570 durch das Missale Romanum von Papst Pius V. festgelegt. Durch die apostolische Konstitution Sacrosanctum Concilium des Zweiten Vatikanischen Konzils ergaben sich einige geringfügige Veränderungen. Das Konzil bestimmte in seiner Liturgiekonstitution Sacrosanctum Concilium (Nr. 81), die Totenliturgie solle „deutlicher den österlichen Sinn des christlichen Todes ausdrücken“. Seitdem kam in der katholischen Kirche auch die Form des Auferstehungsamtes in Gebrauch.
Der liturgische Ablauf eines Requiems gleicht dem der heiligen Messe an Werktagen in Bußzeiten (Advent, Fastenzeit). Das Gloria, das für freudige und festliche Anlässe vorgesehen ist, und das Credo der Sonntage und Feste entfallen. Das Halleluja wird durch einen Tractus ersetzt, dem sich früher noch die Sequenz Dies irae anschloss; diese ist nicht mehr fester Bestandteil des Requiems.
Das Proprium der Totenmesse außerhalb der Fastenzeit sieht folgendermaßen aus:
1. Introitus: Requiem aeternam dona eis, Domine.
2. Graduale: Requiem aeternam dona eis, Domine.
3. Tractus: Absolve Domine
4. Offertorium: Domine Jesu Christe
5. Communio: Lux aeterna

Das Agnus Dei hatte vor der Liturgiereform 1970 eine gegenüber dem Text des Ordinariums abweichende Fassung. Statt des zweimaligen miserere nobis und des dona nobis pacem wurde im Requiem früher dreimal Agnus Dei, qui tollis peccata mundi, dona eis requiem gesungen, beim dritten Mal wurde dieser Zeile ein sempiternam zur Bekräftigung angefügt. Begründet war diese Abweichung durch den Gedanken, dass die Heilswirkung der Totenmesse allein den Verstorbenen zukommen sollte, weshalb das Gebet nicht den Betenden selbst („Erbarme Dich unser“) zugewendet wird, sondern den Toten („Gib ihnen die (ewige) Ruhe“). Auch andere Abweichungen (etwa der Wegfall des Schlusssegens) hatten darin ihre Begründung. Heute wird das Agnus Dei auch im Requiem in der Fassung des Ordinariums gesungen.
In den Eingangsworten Requiem aeternam dona eis, Domine kommt der Charakter der Totenmesse, das Flehen der Lebenden für das Seelenheil der Verstorbenen, zum Ausdruck. Die beiden im Proprium der Totenmesse wiederkehrenden Texte Requiem aeternam dona eis und lux perpetua luceat eis beruhen auf den beiden Versen 34 und 35 aus dem zweiten Kapitel des apokryphen vierten Buches Esra requiem aeternitatis dabit vobis und quia lux perpetua lucebit vobis per aeternitatem temporis, die vermutlich um 100 nach Christus verfasst wurden.
| Originaltext (Latein) | Liturgisch angepasste Übersetzung |
| --- | --- |

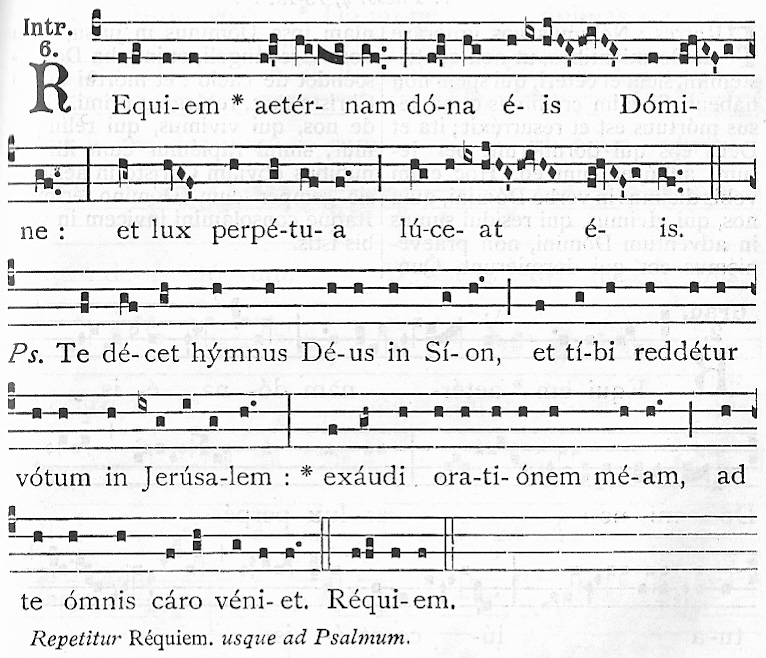
Der Introitus Requiem aeternam im Liber Usualis

| I. Introitus Requiem aeternam dona eis, Domine: et lux perpetua luceat eis. Te decet hymnus, Deus, in Sion, et tibi reddetur votum in Jerusalem: exaudi orationem meam, ad te omnis caro veniet. Requiem aeternam dona eis Domine … | Herr, gib ihnen die ewige Ruhe, und das ewige Licht leuchte ihnen. Dir gebührt Lob, Herr, auf dem Zion, Dir erfüllt man Gelübde in Jerusalem. Erhöre mein Gebet; zu Dir kommt alles Fleisch. Herr, gib ihnen die ewige Ruhe … |
| II. Graduale Requiem aeternam dona eis, Domine: et lux perpetua luceat eis. In memoria aeterna erit justus: ab auditione mala non timebit.                                                                                          | Herr, gib ihnen die ewige Ruhe, und das ewige Licht leuchte ihnen. In ewigem Gedenken lebt der Gerechte fort: vor Unglücksbotschaft braucht er nicht zu bangen.                                                               |

### Messreihen
Schon in den Visionen Papst Gregors I. etabliert findet sich der Brauch, eine Serie von Totenmessen an mehreren aufeinanderfolgenden Tagen zu feiern. Daraus entwickelte sich die in unterschiedlichem Umfang gefeierten Gregorianischen Messreihen.
Die Liturgie sieht für den Allerseelentag (2. November) drei unterschiedliche Messformulare vor, wie auch für das Weihnachtsfest. Bis zum Missale Romanum von 1962 war das Proprium dieser drei Formulare, beginnend mit dem Introitus Requiem aeternam, mit Ausnahme der Lesungstexte und Orationen, identisch. Heute gibt es drei unterschiedliche Proprien, von denen nur eines als Eröffnungsvers das Requiem des früheren Introitus hat.
Im Kontext des Ersten Weltkriegs verfügte Papst Benedikt XV., dass an Allerseelen jeder Priester drei heilige Messen feiern darf.

## Das Requiem in der Musik

### Bestandteile
Als erstes Stück des musikalischen Messpropriums wurde der Introitus von den Komponisten meist mitvertont, ebenfalls das Offertorium, im Gegensatz zur Sequenz, die aus verschiedenen Gründen (Zeit, Umfang) gelegentlich verkürzt oder ganz weggelassen wird. Gloria und Credo werden im Requiem nicht mit vertont, da sie in der Liturgie der Totenmesse nicht gesungen oder gesprochen werden.   
In alten Requiem-Kompositionen ist der dazugehörige, unbegleitete und einstimmige gregorianische Choral Grundlage der Komposition, so auch noch bei Alessandro Scarlatti und selbst Wolfgang Amadeus Mozart (Zitat des Tonus peregrinus im ersten Satz (Requiem aeternam) zum Text Te decet Hymnus deus in Sion (Sopransolo)). Das Requiem von Maurice Duruflé basiert auf gregorianischen Melodien. Altuğ Ünlü hat in den ersten Satz seines Requiems das gregorianische Graduale Clamaverunt justi der Zeit im Jahreskreis integriert.
In der Regel bestehen Vertonungen des Requiems aus der folgenden Satzfolge, bei denen sowohl Texte des Propriums als auch des Ordinariums vertont werden:
1. Introitus: Requiem aeternam dona eis, Domine.
2. Kyrie
3. Sequenz: Dies irae
4. Offertorium: Domine Jesu Christe
5. Sanctus und Benedictus
6. Agnus Dei
7. Communio: Lux aeterna

Die Sequenz ist häufig in mehrere Sätze unterteilt. Als Besonderheit des französischen Ritus wird ein Pie Jesu (letzter Halbvers des Dies Irae) als eigenständiger Satz (vor dem Agnus Dei oder zwischen Sanctus und Benedictus) hinzugefügt, teils unter Auslassung der Sequenz (z. B. Gabriel Fauré, Maurice Duruflé, aber auch – wiewohl keine Franzosen – Cristóbal de Morales, John Rutter), teils zusätzlich (z. B. Marc-Antoine Charpentier), womit der Text zweimal vertont wird.
| Originaltext (Latein)                                   | Übersetzter Text                                 |
| ------------------------------------------------------- | ------------------------------------------------ |
| Pie Jesu, Domine dona eis requiem, requiem sempiternam. | Gütiger Jesus, Herr, gib ihnen Ruhe, ewige Ruhe. |

Viele Komponisten, z. B. Gabriel Fauré und Giuseppe Verdi, vertonten zusätzlich das Responsorium Libera me aus der Liturgie der kirchlichen Begräbnisfeier.
| Originaltext (Latein) | Übersetzter Text |
| --- | --- |
| Libera me, Domine, de morte aeterna, in die illa tremenda, quando coeli movendi sunt et terra, dum veneris judicare saeculum per ignem. Tremens factus sum ego, et timeo, dum discussio venerit, atque ventura ira. Dies illa, dies irae, calamitatis et miseriae, dies magna et amara valde. Dum veneris judicare saeculum per ignem. Requiem aeternam dona eis, Domine, et lux perpetua luceat eis. | Rette mich, Herr, vor dem ewigen Tod an jenem Tage des Schreckens, wo Himmel und Erde wanken, da Du kommst, die Welt durch Feuer zu richten. Zittern befällt mich und Angst, denn die Rechenschaft naht und der drohende Zorn. O jener Tag, Tag des Zorns, des Unheils, des Elends, o Tag, so groß und so bitter, da Du kommst, die Welt durch Feuer zu richten. Herr, gib ihnen die ewige Ruhe, und das ewige Licht leuchte ihnen. |

Viele Komponisten vertonten zum Ausklang, ebenfalls aus den Exequien, den Hymnus In paradisum (z. B. Gabriel Fauré).

### Vertonungen
Während in der Zeit der Wiener Klassik das Requiem durchaus noch die Funktion einer musikalischen Begleitung des Gottesdienstes hatte (z. B. bei Antonio Salieri, Wolfgang Amadeus Mozart, Carl Ditters von Dittersdorf, Joseph Martin Kraus, François-Joseph Gossec, Michael Haydn, Luigi Cherubini), begann sich die Vertonung allmählich von kirchlichen Bindungen zu lösen. Bereits Hector Berlioz’ monumentales und großbesetztes Werk ist eher für den Konzertsaal konzipiert. In dieser Tradition verstehen sich auch die entsprechenden Kompositionen von Louis Théodore Gouvy, Antonín Dvořák, Giuseppe Verdi und Charles Villiers Stanford, in denen dem Orchester ein zunehmend wichtigerer Anteil zugewiesen wird. Es finden sich aber auch kleiner besetzte Werke aus dieser Zeit, die noch auf die Verwendung in der Kirche hin angelegt sind, so z. B. von Anton Bruckner, Franz Liszt, Camille Saint-Saëns und Josef Gabriel Rheinberger. Zwischen diesen Polen steht Felix Draeseke, der sowohl ein symphonisches als auch ein A-cappella-Requiem schuf.
Das Deutsche Requiem des Protestanten Johannes Brahms verwendet frei gewählte Texte aus der Lutherbibel, nicht die der katholischen Liturgie, wohingegen der Este Cyrillus Kreek mit seinem Reekviem von 1927, einem Auftragswerk der lutherischen Kirche in Estland, auf das lateinische Requiem zurückgriff, jedoch Abwandlungen einfließen ließ, wie etwa den Westminster Chime oder die Andeutung des Chorals Christ ist erstanden. Ab der Zeit der Spätromantik schwindet die Anzahl der Requiemkompositionen merklich. Die Wichtigkeit des Textes tritt bei vielen Vertonungen zu Gunsten der immer stärker symphonischen Behandlung des großen Orchesterapparates zurück, wie bei Max Reger und Richard Wetz. Diese Werke sind ausschließlich als Konzertmusik konzipiert und lassen sich auch nur noch als solche verwenden. Andere heben den Text hervor und geben ihren Werken wieder liturgischen Charakter (z. B. Gabriel Fauré und Maurice Duruflé, die beide das Dies Irae weglassen).
Auch in der modernen Musik spielt das Requiem noch eine bedeutende Rolle. In Benjamin Brittens Vertonung  War Requiem werden die Worte der Liturgie mit Gedichten des englischen Dichters Wilfred Owen kombiniert. Weitere bedeutende Kompositionen nach dem Zweiten Weltkrieg schufen unter anderen Boris Blacher, György Ligeti, John Rutter, Krzysztof Penderecki, Rudolf Mauersberger, Paul Zoll (er verwendete einen deutschen Text, bestehend aus Auszügen aus der Totenmesse von Ernst Wiechert) und Heinrich Sutermeister, Joonas Kokkonen, Riccardo Malipiero, Günter Raphael und Manfred Trojahn. Eine Sonderstellung nimmt das Requiem für einen jungen Dichter von Bernd Alois Zimmermann auf Texte verschiedener Dichter, Berichte und Reportagen ein. Zunehmend erscheinen Kompositionen ohne Text mit dem Titel Requiem, wie das von Hans Werner Henze, das in Form von neun geistlichen Konzerten für Klavier solo, konzertierende Trompete und großes Kammerorchester gesetzt ist. Anlässlich des 100. Gedenkjahres (2014) nach Beginn des Ersten Weltkriegs komponierte der Ligeti-Schüler Altuğ Ünlü ein Requiem. Das „Requiem X“ des Schweizer Komponisten Christoph Schnell nimmt unter den modernen Requiem-Kompositionen eine Sonderstellung ein: Es ist das einzige Requiem, das unter der Regie des Komponisten verfilmt wurde.
Das Requiem des britischen Komponisten Andrew Lloyd Webber wurde im Jahre 1986 mit dem Grammy Award für die beste klassische zeitgenössische Komposition ausgezeichnet. Georges Delerue vertonte für den Film Black Robe 1991 den Introitus des Requiems und das Libera me.

### Zum Requiem in der Liturgie
- Bistum Basel, Erzbischöfliches Ordinariat (HRSG): Jahrzeitstiftungen/Messstipendien. Pastorale Überlegungen und Richtlinien (30. September 2015); abgerufen am 30. Oktober 2018 (PDF; 265 kB)

### Zum Requiem in der Musik
- Ursula Reichert, Tibor Kneif: Requiem. In: Ludwig Finscher (Hrsg.): Die Musik in Geschichte und Gegenwart. Zweite Ausgabe, Sachteil, Band 8 (Querflöte – Suite). Bärenreiter/Metzler, Kassel u. a. 1998, ISBN 3-7618-1109-8, Sp. 156–170 (Online-Ausgabe, für Vollzugriff Abonnement erforderlich)
- Paul Thissen: Das Requiem im 20. Jahrhundert. Erster Teil: Vertonungen der Missa pro defunctis. Register. Studiopunkt, Sinzig 2009, ISBN 978-3-89564-133-6.
- Paul Thissen: Das Requiem im 20. Jahrhundert. Zweiter Teil: Nicht-liturgische Requien. Mit einem Katalog von 230 Werken. Studiopunkt, Sinzig 2011, ISBN 978-3-89564-139-8.